# Феран Оливеља
Феран Оливеља Понс (Барселона, 22. јун 1936 — Кастељдефелс, 14. мај 2023) био је шпански фудбалер који је играо као дефанзивац.

## Клупска каријера
Рођен у Барселони у Каталонији, Оливеља се придружио омладинским редовима Барселоне са 17 година. Почео је да игра као сениор у комшијском клубу Еспања Индустријал у другој лиги Шпаније, вративши се на Камп ноу 1956.
Оливеља се појавио у 509 такмичарских утакмица током његове каријере са својим матичним клубом, постигавши 12 голова. Освајао је првенство у Ла Лиги од 1958. до 1960. године, а његов једини професионални гол догодио се 14. фебруара 1960. у победи над Лас Палмасом од 8-0.

## Репрезентација
Оливеља је за осам година одиграо 18 утакмица за репрезентацију Шпаније. Дебитовао је 31. марта 1957, у пријатељској утакмици против Белгије (5:0).
Оливеља је био капитен када је земља освојила Куп европских нација 1964. године. Такође је изабран за Светско првенство у фудбалу 1966. одржано у Енглеској.